# Chrzypsko Wielkie
Chrzypsko Wielkie (deutsch Seeberg, 1939–1943 Groß Seeberg, 1943–1945 Großseeberg) ist ein Dorf und Sitz der gleichnamigen Landgemeinde in Polen. Der Ort liegt im Powiat Międzychodzki der Wojewodschaft Großpolen.

## Gemeinde
Zur Landgemeinde Chrzypsko Wielkie gehören 13 Ortsteile (deutsche Namen bis 1945) mit einem Schulzenamt:
| - Białcz (Bialtsch, 1943–1945 Deutschhof) - Białokosz (Bialokosch) - Białokoszyce - Charcice (Charcic, 1943–1945 Georgenburg) - Chrzypsko Małe (Klein Chrzypsko, 1943–1945 Klein Seeberg) - Chrzypsko Wielkie (Seeberg, 1939–1943 Groß Seeberg, 1943–1945 Großseeberg) - Gnuszyn (Gnuszyn) | - Łężce - Łężeczki (Lesionke) - Mylin (Mylin, 1943–1945 Schmiedeberg) - Orle Wielkie (Orle) - Ryżyn (Ryzin, 1943–1945 Mühldorf) - Śródka (Schrodke) - Strzyżmin (Strzyzmin, 1943–1945 Mühlgrund) |

## Persönlichkeiten
- Andrzej Kaczmarek (* 1947), Radrennfahrer